# Tabuk (Ả Rập Xê Út)
Tabuk (tiếng Ả Rập: تبوك Tabūk), còn viết là Tabouk, là thành phố thủ phủ của vùng Tabuk tại miền tây bắc Ả Rập Xê Út. Thành phố có 534.893 cư dân (điều tra năm 2010). Thành phố nằm gần biên giới với Jordan và có căn cứ không quân lớn nhất tại Ả Rập Xê Út.

## Lịch sử
Ptolemy đề cập đến một địa điểm tên là 'Tabawa', tại góc tây bắc của bán đảo Ả Rập. Tên gọi này có thể là nói đến 'Tabuka' hay 'Tabuk'. Các nhà thơ Ả Rập tiền Hồi giáo như Antra và Nabiqa có đề cập đến núi 'Hasmi' của thành phố trong thơ của họ.
Từ thời cổ đại, Tabuk đã có tiếp xúc mậu dịch và văn hoá với các nền văn minh cổ lân cận tại miền bắc bán đảo Ả Rập, như Ash-Sham, Ai Cập và Lưỡng Hà. Thành phố được nhiều nhà nghiên cứu lịch sử và địa lý đề cập với vị thế một thị trấn nằm trên tuyến đường mậu dịch cổ đại giữa Yemen và Ash-Sham.
Tabouk trở nên nổi tiếng nhờ liên kết của địa phương với trận đánh vào năm 630 dưới thời Muhammad. Kể từ đó, Tabuk duy trì là một cửa ngõ của miền bắc bán đảo Ả Rập. Một số lữ khách phương Tây từng đến thành phố như Doughty vào năm 1877 và Huber vào năm 1884.
Tabuk trở thành một trung tâm của các hoạt động quân sự trong Chiến tranh vùng Vịnh 1991 do thành phố đối diện với mối đe doạ từ các vụ tấn công bằng tên lửa Scud và không kích của Iraq.

## Di tích
Khu vực có hàng trăm điểm nghệ thuật đá và câu khắc có niên đại khác nhau, từ thời đồ đá cũ đến thời Hồi giáo. Nghiên cứu về nghệ thuật cho thấy có biến đổi đa dạng về phong cách và cả các hình tượng người và động vật đều được biểu hiện trên đó. Hàng chục đi chỉ trong khu vực có các bản khắc bằng tiếng Thamud, Hy Lạp và Nabatae.
Thành trì của Aṣ-ḥāb al-Aykah cũng là một điểm nổi tiếng, nhân vật này được đề cập đến trong kinh Quran. Thành có niên đại vào khoảng 3500 TCN, và từng được khôi phục trong nhiều lần, lần cuối là vào năm 1652. Đây là một trong vài thành luỹ và trạm được xây dọc theo tuyến đường hành hương từ Syria đến Medina. Thành gồm có hai tầng, tầng một có một sân mở và một số phòng, một thánh đường, một giếng và cầu thang dẫn đến các tháp canh. Thành được xem là một dấu mốc khảo cổ học trong khu vực và mở cửa cho du khách.
Ain Sukkrah là một ‘ayn (tiếng Ả Rập: عـيـن, 'dòng chảy') cổ đại có niên đại từ thời Jahiliyyah (tiếng Ả Rập: جَـاهـلـيّـة, 'vô tri'). Theo thuật lại thì khi xâm chiếm Tabuk, Muhammad hạ trại hơn mười ngày gần dòng chảy này và uống nước từ đó.
Thành phố còn nổi tiếng nhờ Thánh đường Ăn năn, nó ban đầu được xây bằng bùn và có mái bằng thân cọ. Công trình được khôi phục vào năm 1652. Cuối cùng, công việc khôi phục hoàn thành theo lệnh của Quốc vương Faisal ibn Abdul-Aziz, theo mô hình Thánh đường của Nhà tiên tri tại Medina.

## Giáo dục
Các trường đại học gồm có:
- Đại học Tabuk
- Đại học Fahad bin Sultan

Các trường học tư gồm có:
- Trường quốc tế Anh tại Tabuk
- Trường quốc tế Ấn Độ tại Tabuk
- Trường quốc tế Pakistan tại Tabuk
- Trường quốc tế Philippines tại Tabuk
- Trường điểm Quốc vương Abdulaziz
- Trường quốc tế Tabuk
- Trường quốc tế Bangladesh tại Tabuk

## Địa lý
Tabuk có khí hậu lục địa hoang mạc, với mùa hè nóng và mùa đông dịu. Nhiệt độ vào mùa hè là từ 26 đến 46 °C, còn trong mùa đông là từ −4 đến 18 °C, sương giá là hiện tượng phổ biến. Tuyết rơi là điều bình thường, do nhiệt độ xuống thấp đến −6 °C trong một số mùa đông. Lượng mưa tại khu vực Tabuk tập trung từ tháng 11 đến tháng 3, với mức từ 50 đến 150 mm. Tabuk nằm tại giao giới giữa dãy núi Hejaz và đồng bằng phía bắc. Tabuk có nguồn nước ngầm dồi dào, xung quanh là các đồi và wadi, trong đó quan trọng là wadi Al-Akhdar (thung lũng xanh), wadi Damm và wadi Asafir. Đô thị Tabuk là cửa ngõ đến miền bắc bán đảo Ả Rập theo các tuyến hành hương và đoàn buôn.
| Dữ liệu khí hậu của Tabuk, Ả Rập Xê Út (1985-2010)                                                                                     | Dữ liệu khí hậu của Tabuk, Ả Rập Xê Út (1985-2010) | Dữ liệu khí hậu của Tabuk, Ả Rập Xê Út (1985-2010) | Dữ liệu khí hậu của Tabuk, Ả Rập Xê Út (1985-2010) | Dữ liệu khí hậu của Tabuk, Ả Rập Xê Út (1985-2010) | Dữ liệu khí hậu của Tabuk, Ả Rập Xê Út (1985-2010) | Dữ liệu khí hậu của Tabuk, Ả Rập Xê Út (1985-2010) | Dữ liệu khí hậu của Tabuk, Ả Rập Xê Út (1985-2010) | Dữ liệu khí hậu của Tabuk, Ả Rập Xê Út (1985-2010) | Dữ liệu khí hậu của Tabuk, Ả Rập Xê Út (1985-2010) | Dữ liệu khí hậu của Tabuk, Ả Rập Xê Út (1985-2010) | Dữ liệu khí hậu của Tabuk, Ả Rập Xê Út (1985-2010) | Dữ liệu khí hậu của Tabuk, Ả Rập Xê Út (1985-2010) | Dữ liệu khí hậu của Tabuk, Ả Rập Xê Út (1985-2010) |
| Tháng | 1                                                  | 2                                                  | 3                                                  | 4                                                  | 5                                                  | 6                                                  | 7                                                  | 8                                                  | 9                                                  | 10                                                 | 11                                                 | 12                                                 | Năm                                                |
| --- | -------------------------------------------------- | -------------------------------------------------- | -------------------------------------------------- | -------------------------------------------------- | -------------------------------------------------- | -------------------------------------------------- | -------------------------------------------------- | -------------------------------------------------- | -------------------------------------------------- | -------------------------------------------------- | -------------------------------------------------- | -------------------------------------------------- | -------------------------------------------------- |
| Cao kỉ lục °C (°F) | 32.0 (89.6)                                        | 33.2 (91.8)                                        | 37.0 (98.6)                                        | 39.0 (102.2)                                       | 43.4 (110.1)                                       | 44.2 (111.6)                                       | 46.4 (115.5)                                       | 46.0 (114.8)                                       | 45.0 (113.0)                                       | 39.5 (103.1)                                       | 43.3 (109.9)                                       | 32.0 (89.6)                                        | 46.4 (115.5)                                       |
| Trung bình ngày tối đa °C (°F) | 18.2 (64.8)                                        | 20.7 (69.3)                                        | 24.8 (76.6)                                        | 30.5 (86.9)                                        | 34.5 (94.1)                                        | 37.8 (100.0)                                       | 38.9 (102.0)                                       | 39.3 (102.7)                                       | 37.0 (98.6)                                        | 32.2 (90.0)                                        | 25.4 (77.7)                                        | 19.8 (67.6)                                        | 29.9 (85.8)                                        |
| Trung bình ngày °C (°F) | 10.9 (51.6)                                        | 12.1 (53.8)                                        | 17.1 (62.8)                                        | 22.5 (72.5)                                        | 26.7 (80.1)                                        | 30.0 (86.0)                                        | 31.4 (88.5)                                        | 31.6 (88.9)                                        | 28.9 (84.0)                                        | 24.1 (75.4)                                        | 17.8 (64.0)                                        | 12.3 (54.1)                                        | 22.2 (72.0)                                        |
| Tối thiểu trung bình ngày °C (°F) | 4.2 (39.6)                                         | 6.0 (42.8)                                         | 9.6 (49.3)                                         | 14.4 (57.9)                                        | 18.7 (65.7)                                        | 21.7 (71.1)                                        | 23.6 (74.5)                                        | 23.8 (74.8)                                        | 21.0 (69.8)                                        | 16.6 (61.9)                                        | 10.8 (51.4)                                        | 5.7 (42.3)                                         | 14.7 (58.5)                                        |
| Thấp kỉ lục °C (°F) | −4.0 (24.8)                                        | −3.4 (25.9)                                        | 0.8 (33.4)                                         | 3.0 (37.4)                                         | 10.8 (51.4)                                        | 14.0 (57.2)                                        | 18.6 (65.5)                                        | 18.4 (65.1)                                        | 14.4 (57.9)                                        | 8.4 (47.1)                                         | 1.4 (34.5)                                         | −3.0 (26.6)                                        | −4.0 (24.8)                                        |
| Lượng Giáng thủy trung bình mm (inches)                                                                                                | 6.2 (0.24)                                         | 1.3 (0.05)                                         | 3.8 (0.15)                                         | 1.9 (0.07)                                         | 2.0 (0.08)                                         | 0.3 (0.01)                                         | 0.1 (0.00)                                         | 0.8 (0.03)                                         | 0.1 (0.00)                                         | 5.0 (0.20)                                         | 3.4 (0.13)                                         | 5.0 (0.20)                                         | 29.9 (1.18)                                        |
| Nguồn: "Jeddah Regional Climate Center South West Asia". Bản gốc lưu trữ ngày 11 tháng 12 năm 2016. Truy cập ngày 6 tháng 12 năm 2017. |                                                    |                                                    |                                                    |                                                    |                                                    |                                                    |                                                    |                                                    |                                                    |                                                    |                                                    |                                                    |                                                    |

## Hình ảnh

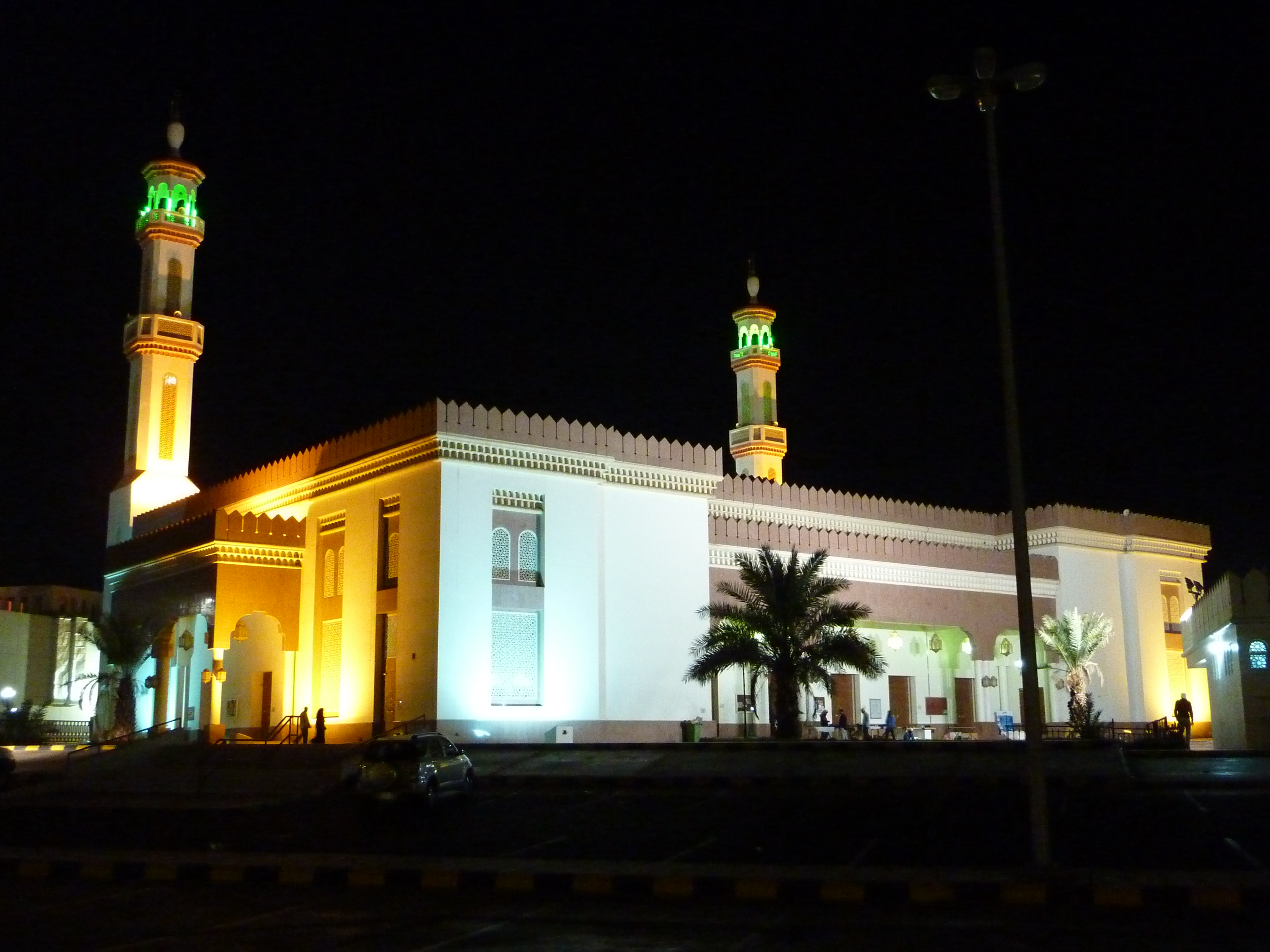
Thánh đường Hoàng tử Sultan bin ‘Abdul-‘Aziz tại Tabuk, vào buổi tối.
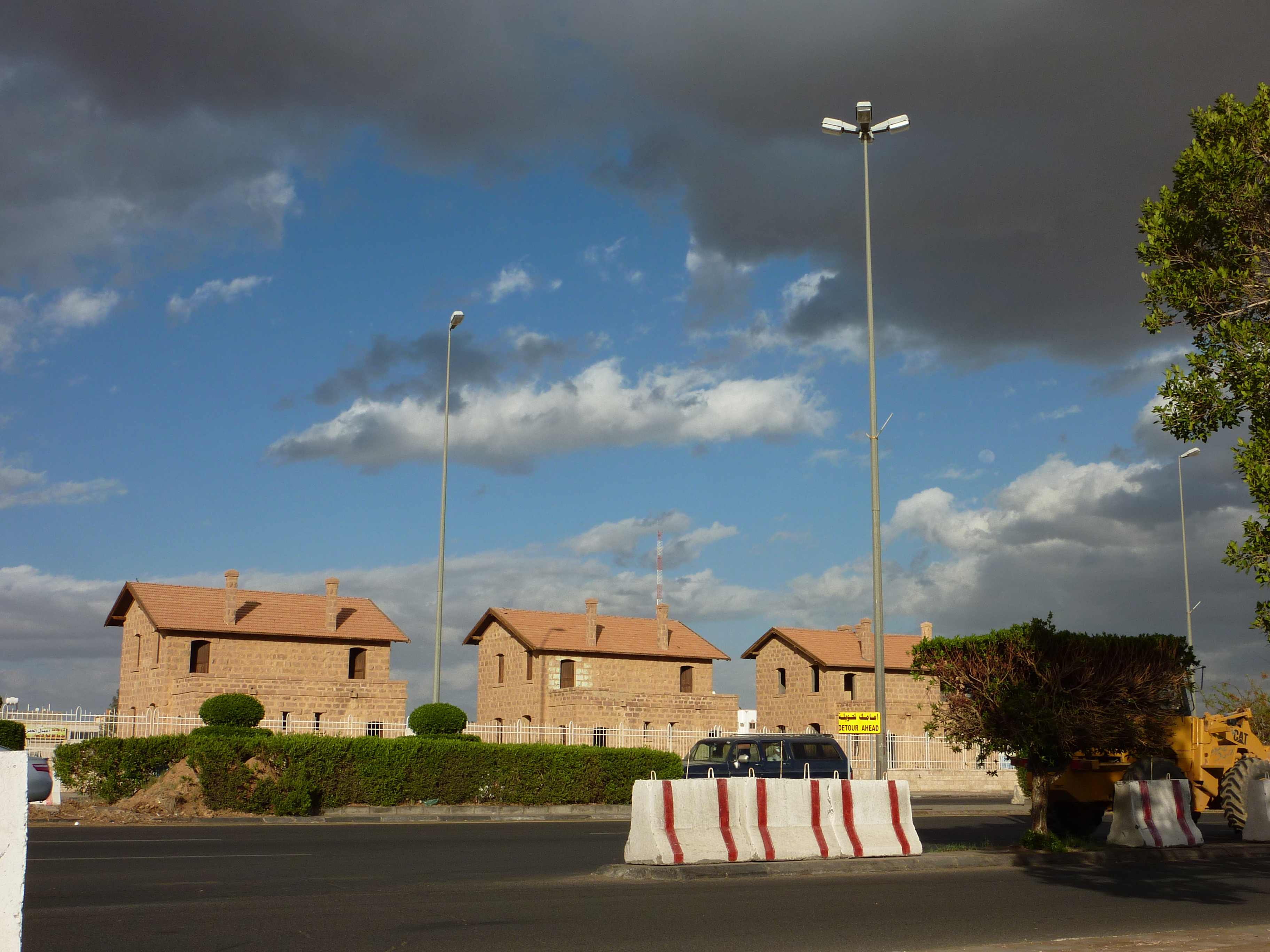
Ga đường sắt Tabuk có một tuyến đường sắt hoạt động giữa Medina và Damascus.
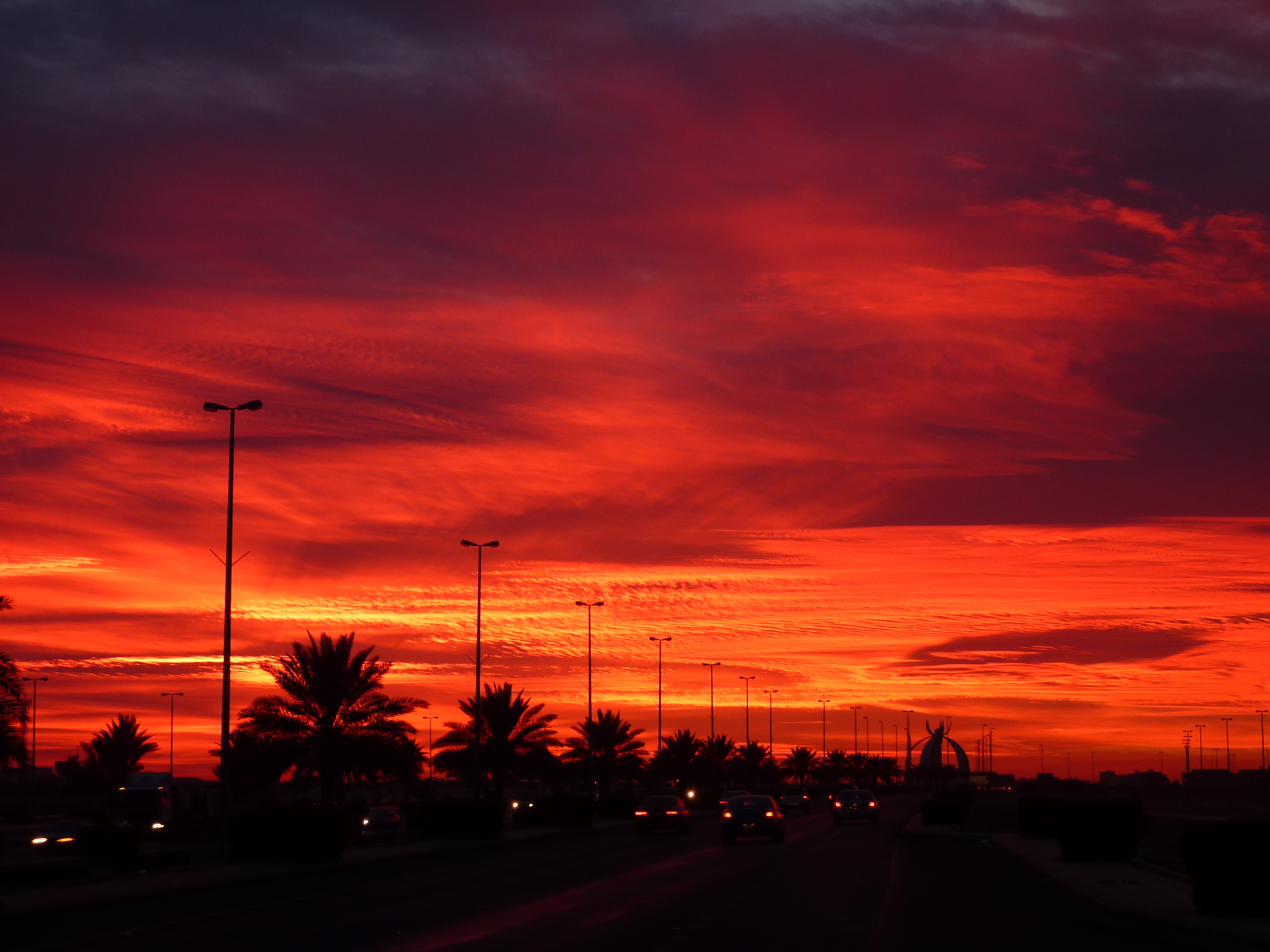
Bình mình tại Tabuk vào mùa đông.